# フアン・ルイス・ギラード
フアン・ルイス・ギラード・アルデゲール（Juan Luis Guirado Aldeguer、1979年8月27日 - ）は、スペイン・マラガ出身のサッカー選手。フアンニ(Juani)という愛称を持つ。ポジションはセンターバックまたは守備的ミッドフィールダー。フィリピン系スペイン人であり、サッカーフィリピン代表としては36試合に出場して1得点を挙げた。

## クラブ経歴
ギラードはフィリピン系スペイン人であり、母親はフィリピンのルソン島にあるイサベラ州イラガン出身である。1979年8月27日にマラガ県マラガに生まれた。マラガCFの下部組織で育ち、主にセグンダ・ディビシオンB（3部）のクラブでプレーした。CDドン・ベニート、ブルゴスCF、UEサン・アンドレウ、UDマルベリャなどである。テルセーラ・ディビシオン（4部）のラシン・レルメーニョでアマチュア選手としてプレーしていた際には、ブルゴスにあるペプシコの品質管理検査官として働いていた。
2012年1月末にはラシン・レルメーニョを離れ、母親の祖国であるフィリピンのユナイテッド・フットボールリーグのグローバルFCに移籍した。2月6日のグリーン・アーチャーズ・ユナイテッドFC戦で公式戦デビューし、この試合には1-0で勝利を収めた。2月26日のフィリピン・ネイビーFC戦ではユナイテッド・フットボールリーグでの初得点を挙げた。3月下旬には2012-13シーズンにラシン・レルメーニョに復帰することで合意に達した。
フィリピン代表でもプレー可能であることを条件に、2013年7月にはCDブルゴスに移籍した。2014年から2016年にはフィリピンのセレスFCでプレーし、36歳だった2016年に現役引退を表明した。フィリピンでの最終戦となった2016年6月11日のパサルガダエFC戦には16-0で大勝し、ギラード自身も11分に得点した。試合後には家族の問題が決断の理由であると語った。
スペインに戻った2016年7月には引退を撤回し、カスティーリャ・イ・レオン州1部リーグ（全国5部相当）のアマチュアクラブであるレアル・ブルゴスCFと契約した。2017年にはブルゴス県ブリビエスカにあるCFブリビエスカに移籍した。

## 代表経歴
2011年4月4日、サッカーフィリピン代表は2014 FIFAワールドカップ・アジア予選に向けてギラードの招集に興味を持っていると報じられた。この時はラシン・レルメーニョでのプレーに専念したいとのことで代表への招集はならなかった。
2012年2月29日にはマレーシア代表との親善試合でついにフィリピン代表デビューした。3月にはAFCチャレンジカップ2012に出場するメンバーに選出され、3位決定戦のパレスチナ代表戦でフィリピン代表初得点を挙げた。その後フィリピン代表のキャプテンに就任した。
2016年3月28日、キャプテンを務めていたフィリピン代表からの引退を表明し、2018 FIFAワールドカップ・アジア2次予選の北朝鮮代表戦が最後の試合になると述べた。

### 代表での得点
フィリピン代表の得点を左側に記載している。
| #  | 日付          | 場所                 | 相手       | スコア | 最終結果 | 大会                    |
| -- | ------------- | -------------------- | ---------- | ------ | -------- | ----------------------- |
| 1. | 2012年3月19日 | ネパール、カトマンズ | パレスチナ | 4–2    | 4–3      | AFCチャレンジカップ2012 |

## 人物
弟のアンヘル・ギラードもサッカー選手であり、ミッドフィールダーやフォワードとしてプレーした。アンヘルはスペインでは主にセグンダ・ディビシオンB（3部）のクラブに所属した上で、フアン・ルイス同様にフィリピンのクラブに移籍し、サッカーフィリピン代表となった。

## タイトル
- サッカーフィリピン代表
  - フィリピンピースカップ 優勝 : 2013[16]
  - AFCチャレンジカップ 3位 : 2012[17]